# Idioma español en Taiwán

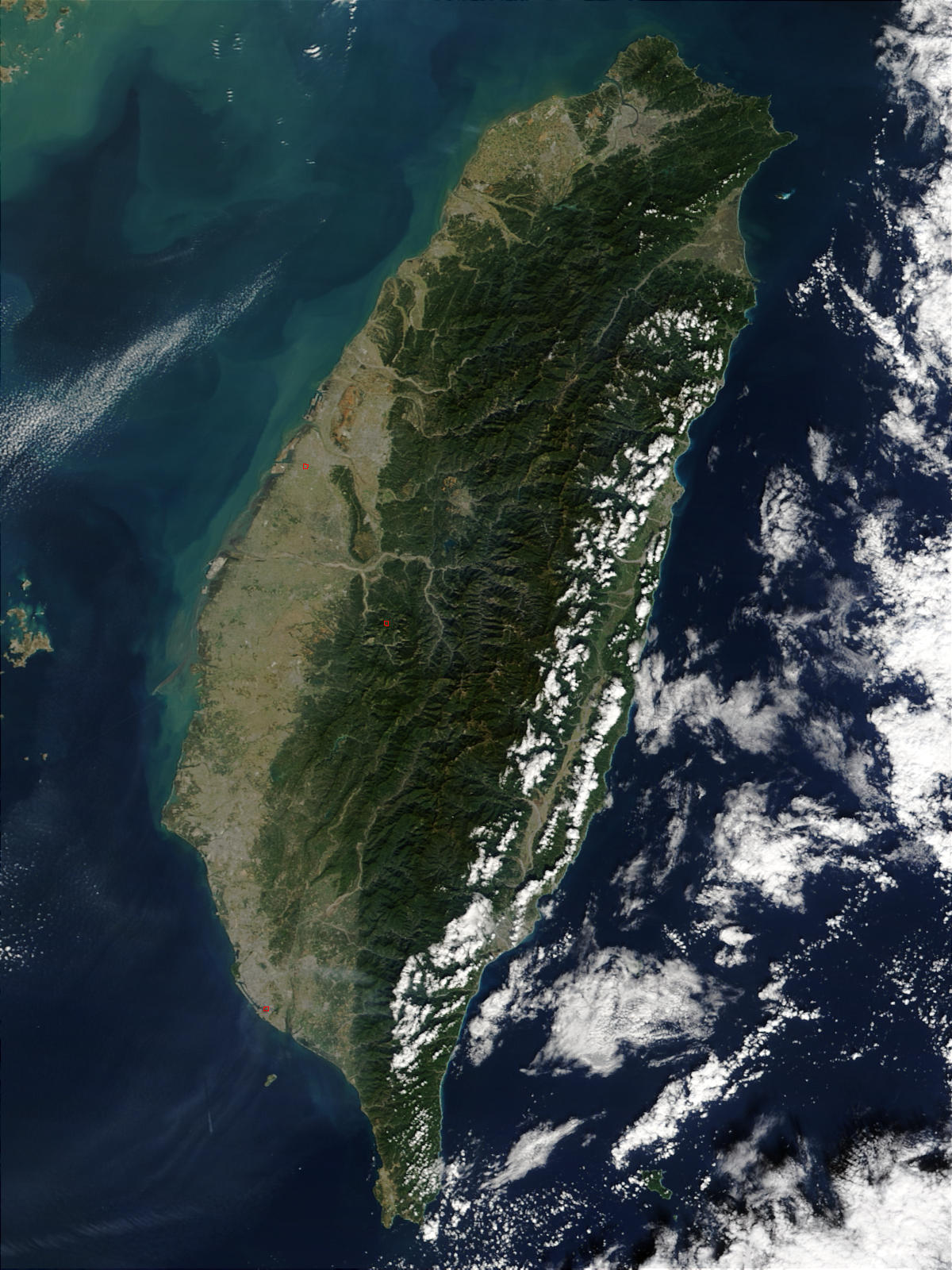
Imagen satelital de la isla de Taiwán, antiguamente conocida como Formosa

El Idioma español en Taiwán es aprendido como lengua extranjera. 
Históricamente la lengua española llegó a Formosa, a partir del siglo XVII (1626-1642), cuando los colonos españoles establecieron allí una gobernación conocida como la Gobernación española de Taiwán. Además fundaron ciudades como Keelung, Tamsui e Ilan, como también algunos monumentos coloniales como el Castillo de San Salvador en Keelung y el Castillo de Santo Domingo en Tamsui. El propósito de los colonos españoles de aquella época, antes de formar parte del Imperio neerlandés, era evangelizar y también construir establecimientos educativos.
La lengua castellana en Taiwán en los últimos años ha obtenido cierta popularidad. En los últimos años, algo similar a lo ocurrido en Filipinas y algunos países asiáticos, también se promueve su enseñanza.